# Лагерхольм, Вильгельмина
Вильгельмина Катарина Лагерхольм (швед. Wilhelmina Catharina Lagerholm; 25 марта 1826 Эребру, провинция Нерке, Швеция — 19 июня 1917 Стокгольм) — шведская художница, специалистка по жанровой и портретной живописи, фотограф.
Вильгельмина Лагерхольм была дочерью землемера Нильса Лагергольма и его жены Анны Элизабеты Экман. Она изучала искусство в Стокгольме, Париже и Дюссельдорфе и стала опытным портретистом. С 1862 по 1871 год работала фотографом в Эребру, затем переехала в Стокгольм, где специализировалась на портретный и жанровый живописи. В 1871 году стала членом Академии художеств.

## Биография
После первых эпизодических упражнений в живописи в Стокгольме у Фердинанда Фагерлина, она получила стипендию и возможность путешествия и изучения живописи в Париже (1856—1858 годы) в мастерских Тома Кутюра и Жана-Батиста-Андж Тиссьe (Jean-Baptiste-Ange Tissier). В конце стипендиального отпуска она прибыла в Дюссельдорф к своему первому учителю Фердинанду Фагерлину. Первоначально её привлекла портретная живопись, но со временем Лагерхольм увлеклась жанровыми произведениями, особенно фигурами женщин в национальных костюмах XVII века. Её работа «Старая история» 1876 года экспонируется в Национальном музее Швеции (Стокгольм).
В 1862 году художница решила отставить в сторону живопись и открыла собственную фотостудию в Эребру, где работала фотохудожницей с 1862 по 1871 год. В эти годы Лагерхольм совершила несколько поездок в Дюссельдорф к художнику-портретисту Карлу Зону, а также в Париж и Копенгаген для усовершенствования в фотографии. Со временем поездки для изучения живописи стали более частыми.
В 1871 году стремление заниматься живописью побеждает и Лагерхольм закрывает фотостудию в Эребру и переезжает в Стокгольм. Там она чрезвычайно интенсивно и продуктивно работает как художница портретной и жанровой живописи.
Вильгельмина Лагерхольм умирает 19 июня 1917 года в Стокгольме. Она похоронена на Никольском кладбище в Эребру. В Швеции её память связана, как одной[прояснить] из первых художниц и фотографов страны, наряду с Эммой Шенсон в Уппсале, Хильдой Сёлин (Hilda Sjölin) в Мальмё и Розали Сёман (Rosalie Sjöman) в Стокгольме.

## Работы

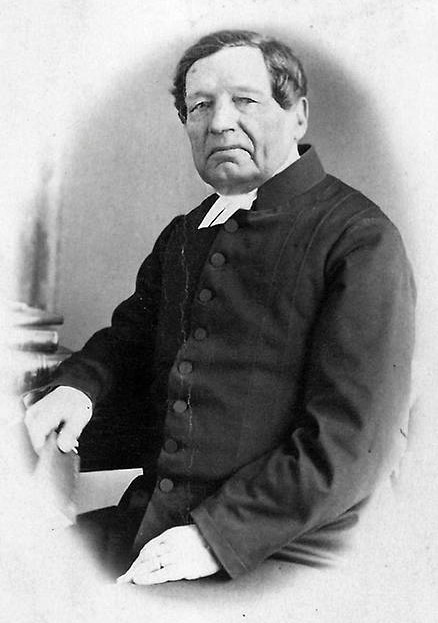
Густав Гумелиус, фотопортрет
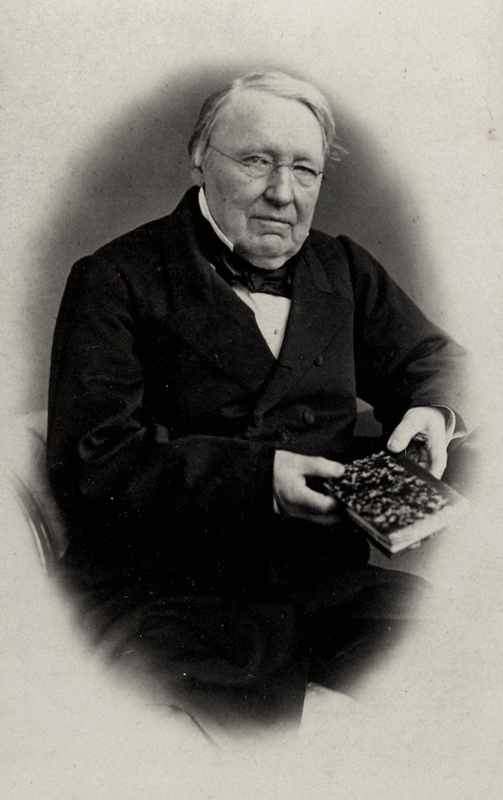
Отто Гумелиус, фотопортрет
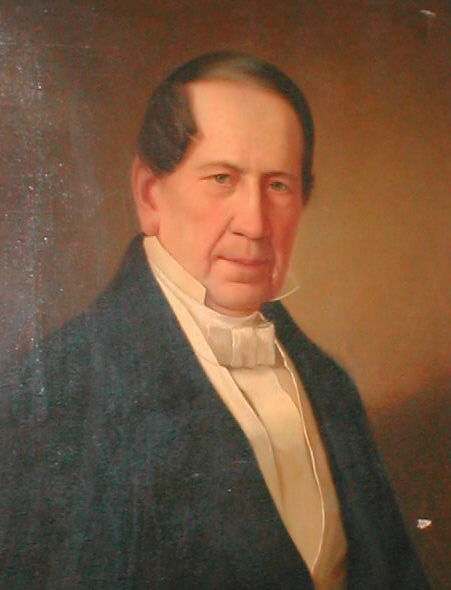
Ларс Монтен, фабрикант
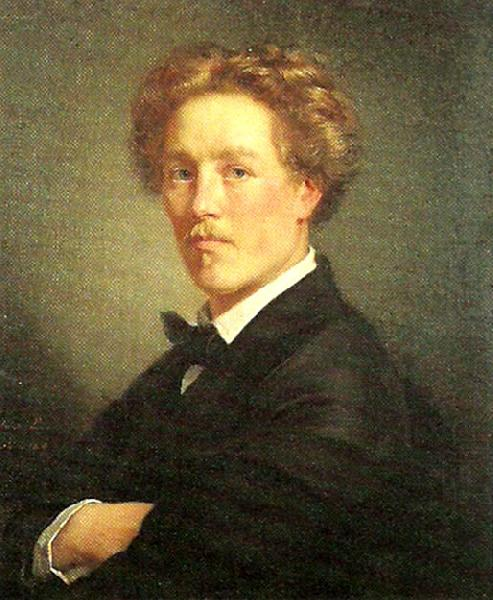
Август Мальмстрём, живописец